# Mini F66
Der Mini F66 ist die vierte Generation des Kleinwagens von Mini. Die fünftürige Version folgt der Bezeichnung F65, das Cabriolet als F67. Hergestellt wird er anders als die elektrische Version J01 in Oxford.

## Modellgeschichte
Zur IAA 2023 zeigte Mini die elektrische Version der dreitürigen Mini-Kombilimousine (englisch: „Hatch“) J01. Im Februar 2024 wurde die Version mit Ottomotoren vorgestellt. Gegenüber der elektrischen Version hat der F66 geringfügig andere Abmessungen und unterscheidet sich äußerlich im Kühlergrill sowie in einer glattflächigeren Gestaltung der Türen samt Bügeltürgriffen; mit der elektrischen Version teilen der F66 und der im Juni 2024 vorgestellte, fünftürige F65 das Heckdesign. Den Fünftürer gibt es nur mit Verbrennungsmotoren, ein elektrisch angetriebenes Modell mit ähnlichen Abmessungen ist der Mini Aceman. Auch das Cabrio F67, das im Oktober 2024 vorgestellt wurde, gibt es nur mit Ottomotoren, hier jedoch ausschließlich mit Vierzylinder-Motoren. Außerdem hat es im Vergleich zu den geschlossenen Versionen noch rechteckige Rückleuchten. Ebenfalls im Oktober 2024 präsentierte der Hersteller eine leistungsstärkere JCW-Version für den Dreitürer und das Cabrio.

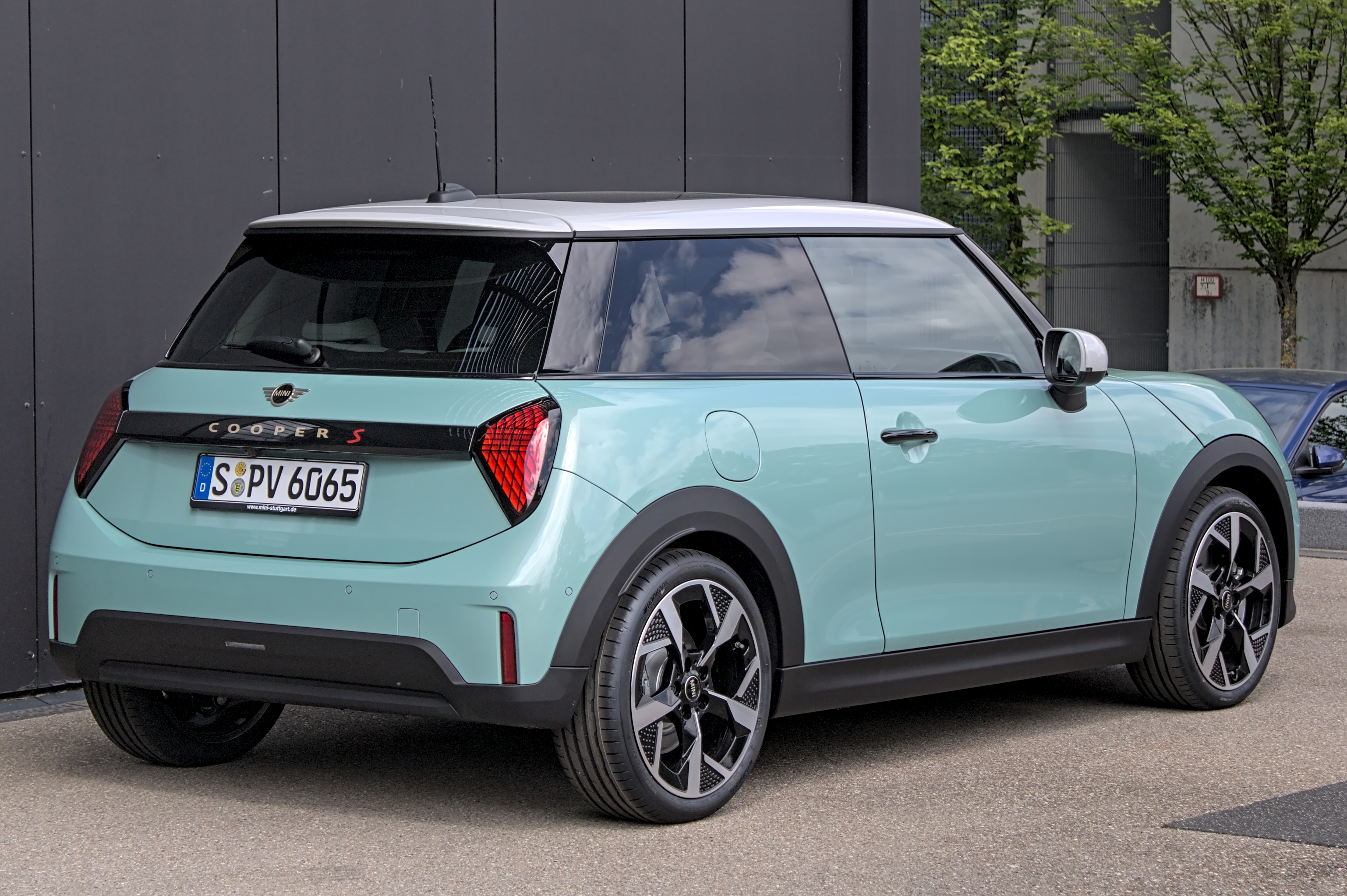
Heckansicht F66 Cooper S
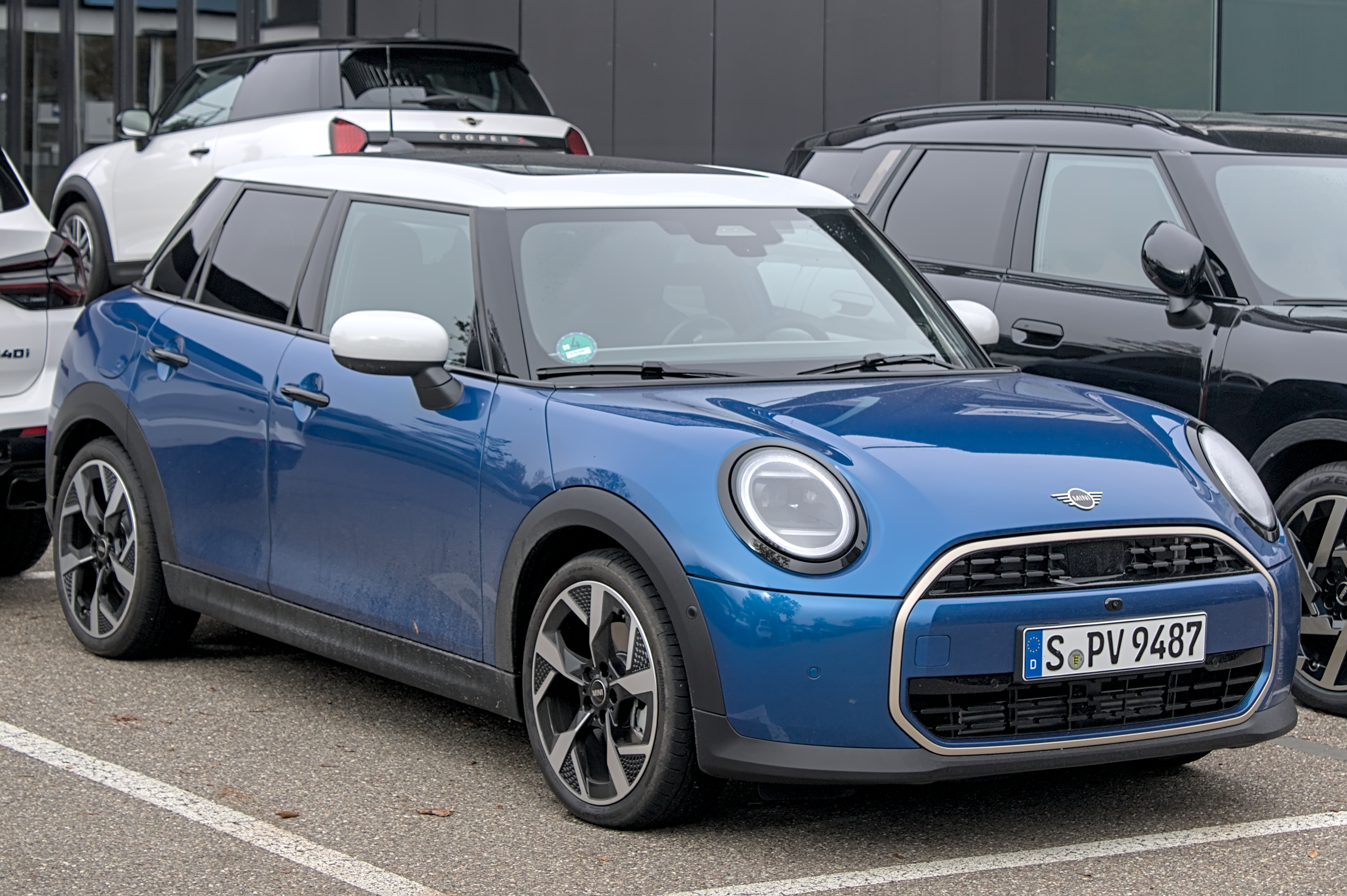
Mini F65 Cooper C (seit 2024)
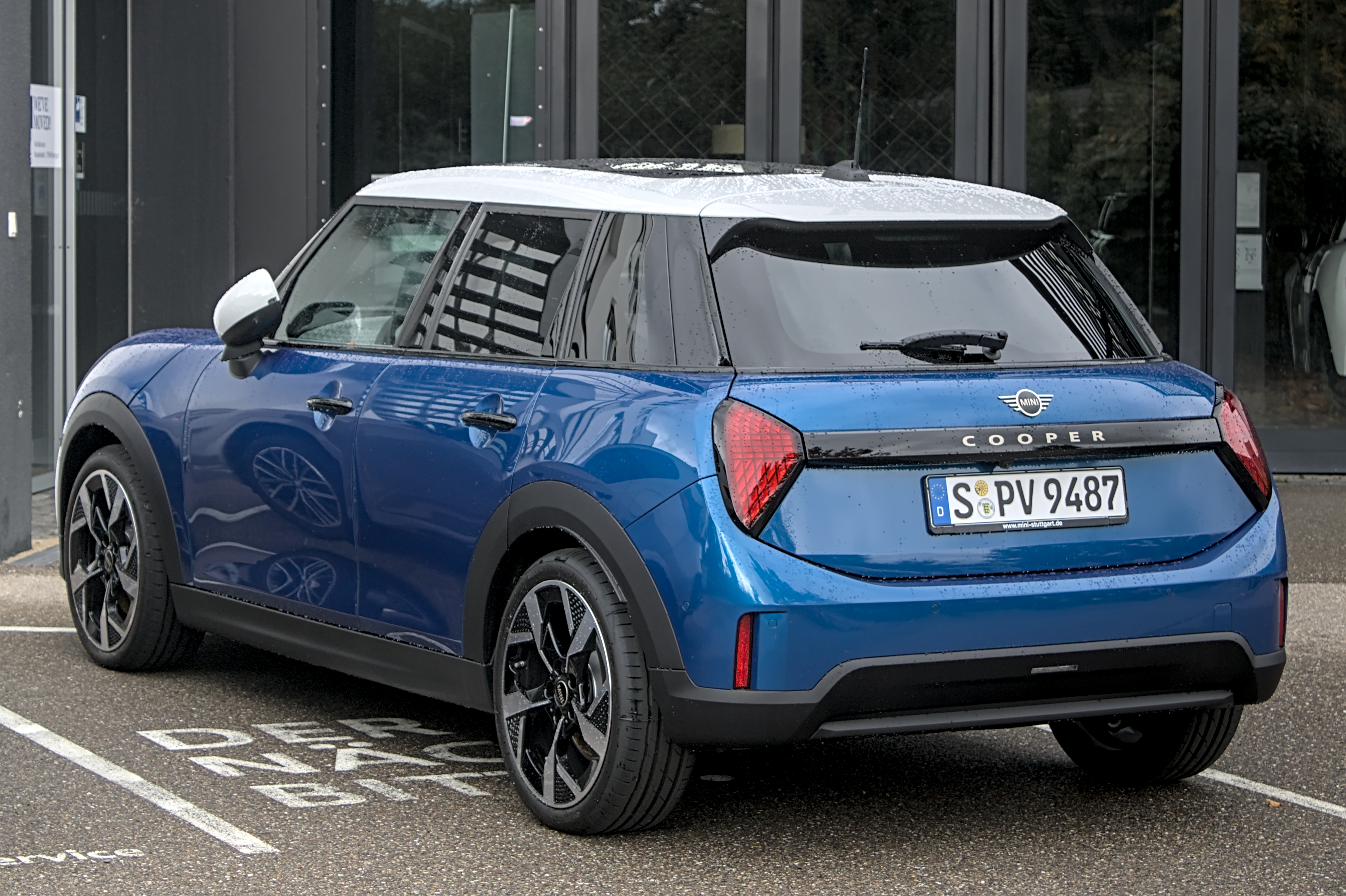
Heckansicht F65 Cooper C
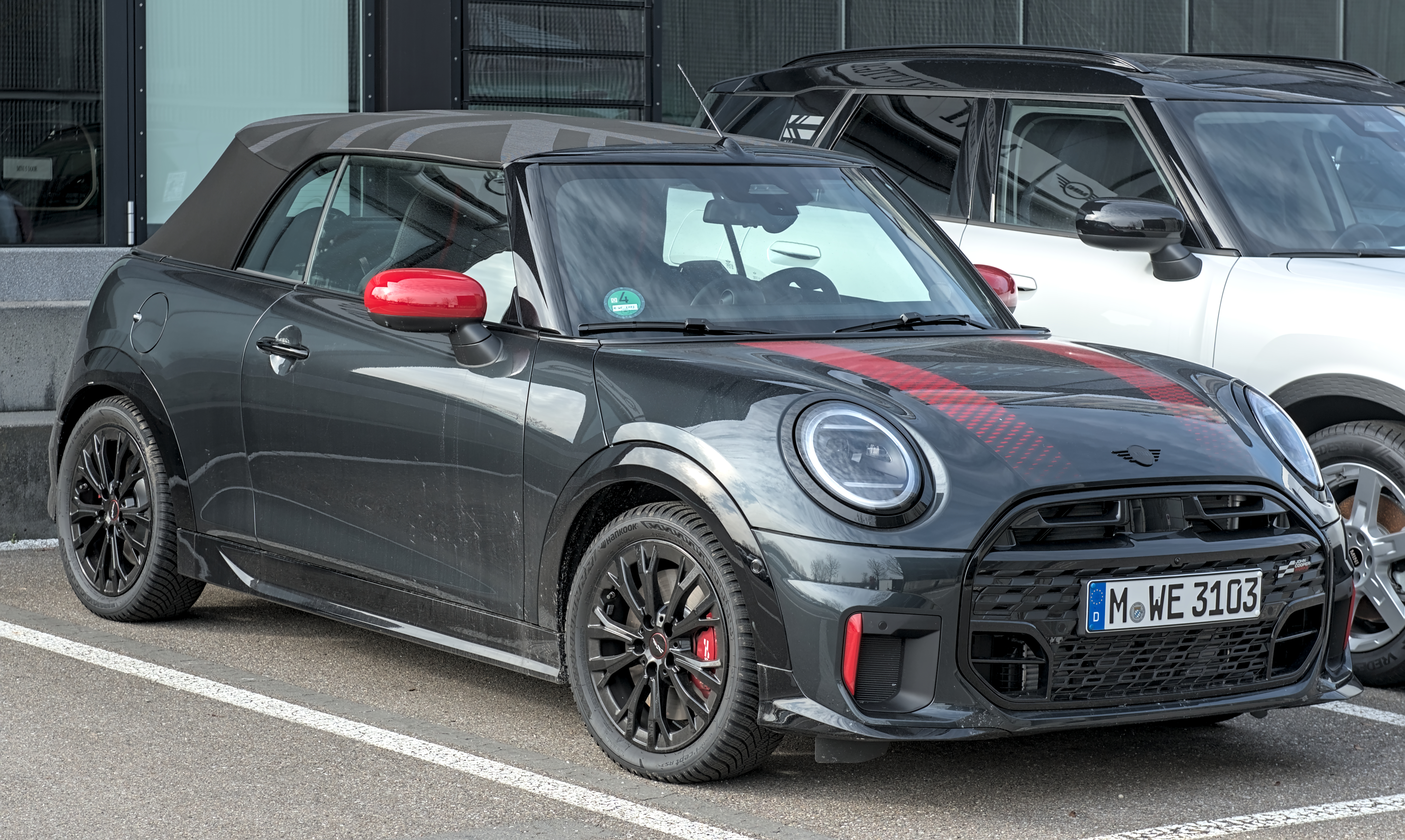
Mini F67 JCW (seit 2025)
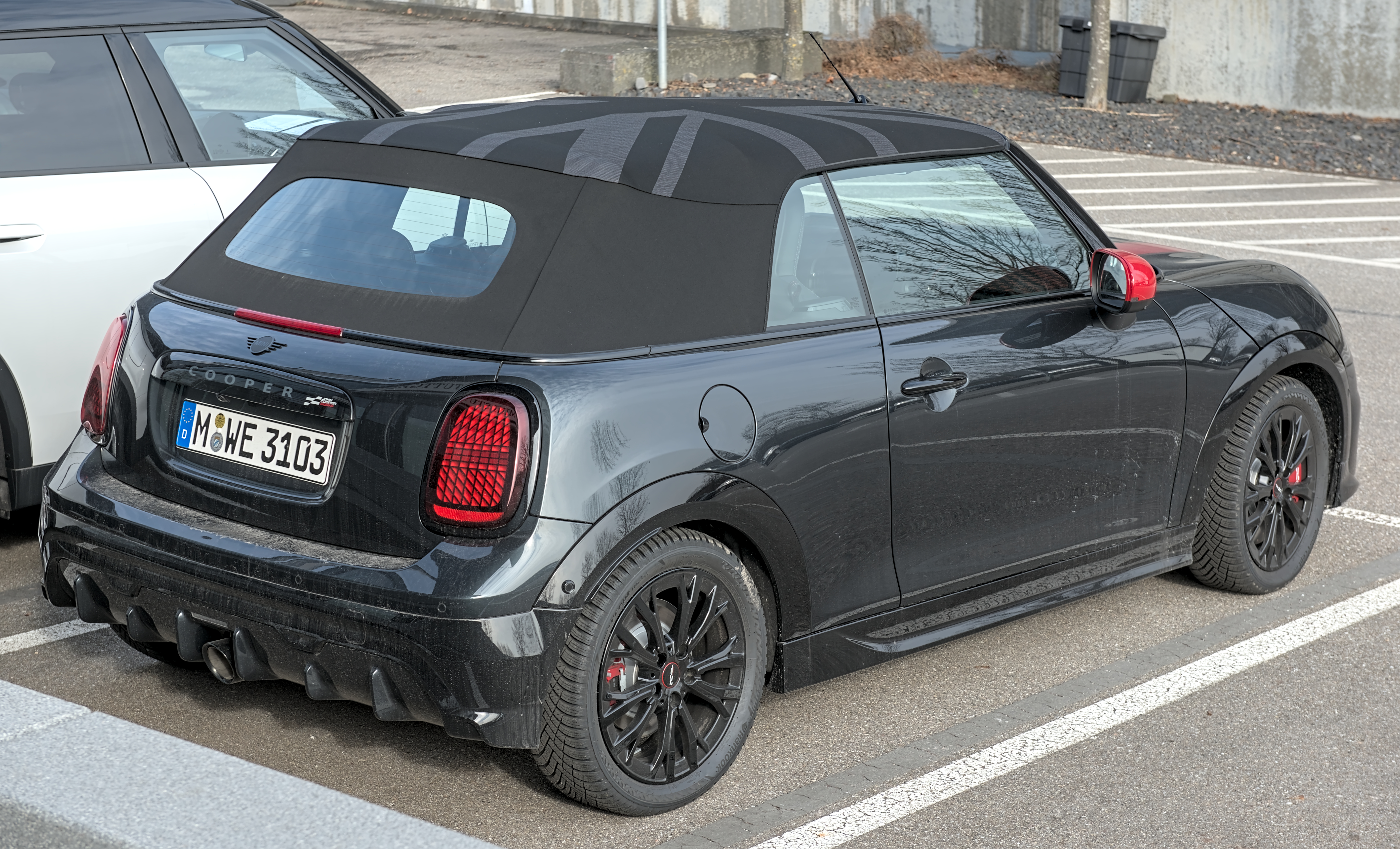
Heckansicht F67 JCW

## Technik
Der Mini F66 basiert auf einer weiterentwickelten Plattform (UKL1) des F56 und hat wie sein Vorgänger drei Türen und Frontantrieb; auch der Radstand von 2495 mm entspricht dem des Vorgängers. Der Kofferraum fasst 210 Liter, nach Umklappen der Rücksitzlehne werden es 725 Liter. Die Räder wurden bezüglich der Aerodynamik überarbeitet; die Größe liegt zwischen 16 und 18 Zoll. Der F65 ist länger und höher. Hier fasst der Kofferraum zwischen 275 und 925 Liter. Das Cabrio entspricht in den Abmessungen in etwa dem Dreitürer. Das Kofferraumvolumen wird hier mit 215 Liter angegeben, bei geöffnetem Verdeck reduziert es sich auf 160 Liter.
Als Antrieb stehen ein Drei- (B38) und ein Vierzylinder-Turbomotor (B48) von BMW zur Wahl; die Motoren werden anstelle eines Schaltgetriebes mit einem 7-stufigen-Doppelkupplungsgetriebe kombiniert. Allradantrieb steht nicht zur Verfügung.

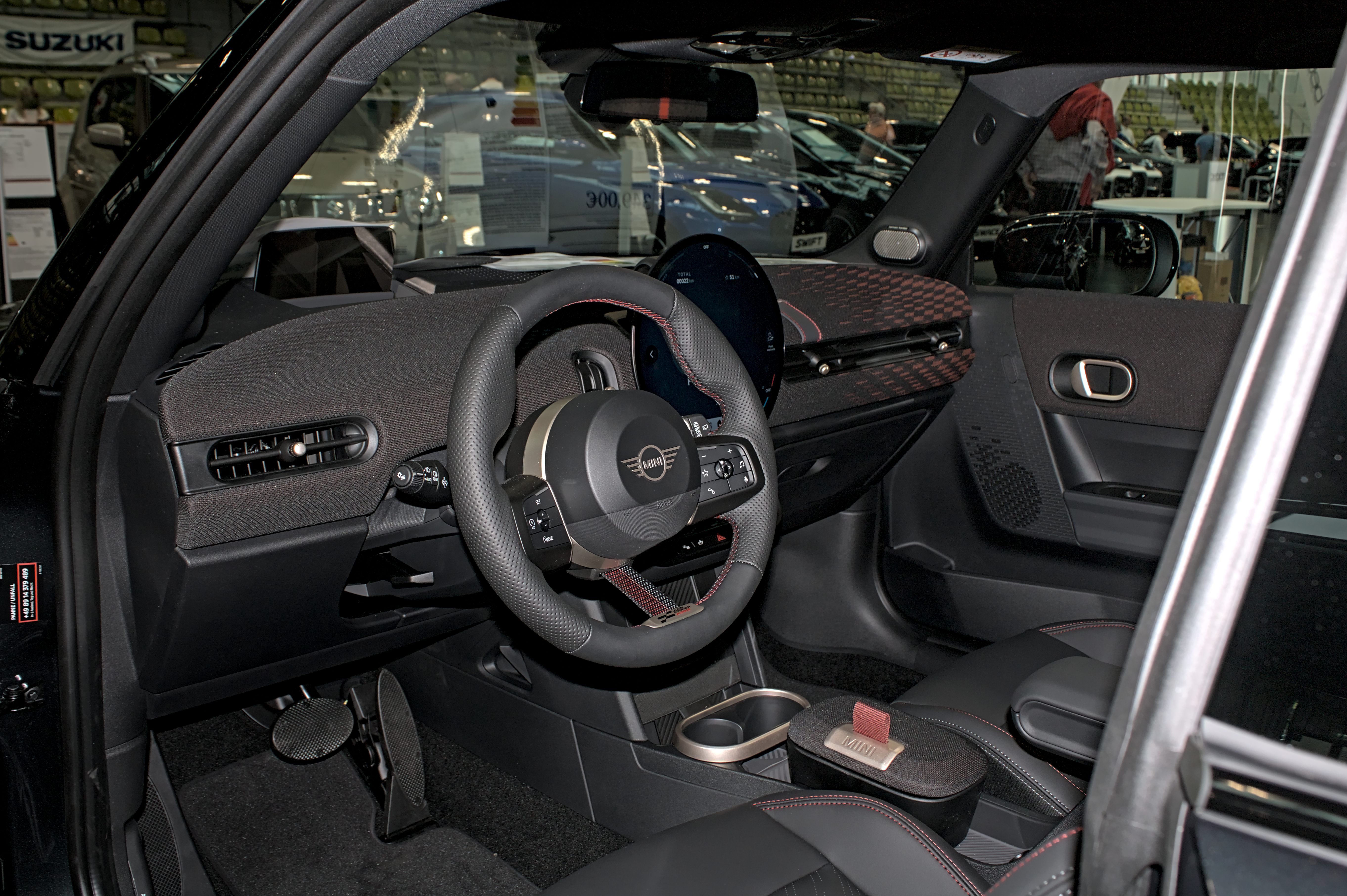
Innenansicht

Aufschließen lässt sich der F66 mit dem Smartphone. Das Armaturenbrett hat eine textile Oberfläche aus recyceltem Polyester. Ein analoges Kombiinstrument hinter dem Lenkrad gibt es nicht mehr, ein rundes, rahmenloses OLED-Display mit einem Durchmesser von 240 mm ist zentral eingebaut, auf Wunsch fährt ein Head-up-Display aus. Das Betriebssystem Mini OS 9 basiert auf dem Android Open Source Project (AOSP). Der Mini F66 hat ein neues Bedienkonzept mit Sprachsteuerung und einem digitalen Intelligent Personal Assistant (IPA). Neu ist eine Warnung vor sich nähernden Verkehrsteilnehmern beim Aussteigen (Safe Exit). Die Fahrerassistenzsysteme arbeiten mit 12 Ultraschallsensoren und einem vergleichsweise kleinen Radarsensor im Kühlergrill.

## Ausstattung
Die Ausstattungslinien werden wie beim J01 als Trimlevel (Essential, Classic, Favoured und John Cooper Works) bezeichnet. Das Erscheinungsbild des Zentraldisplays lässt sich in Farbe, Klängen und mit Fotos gestalten; auch die Fahreigenschaften lassen sich nach persönlichem Geschmack einstellen (Experience Modes).

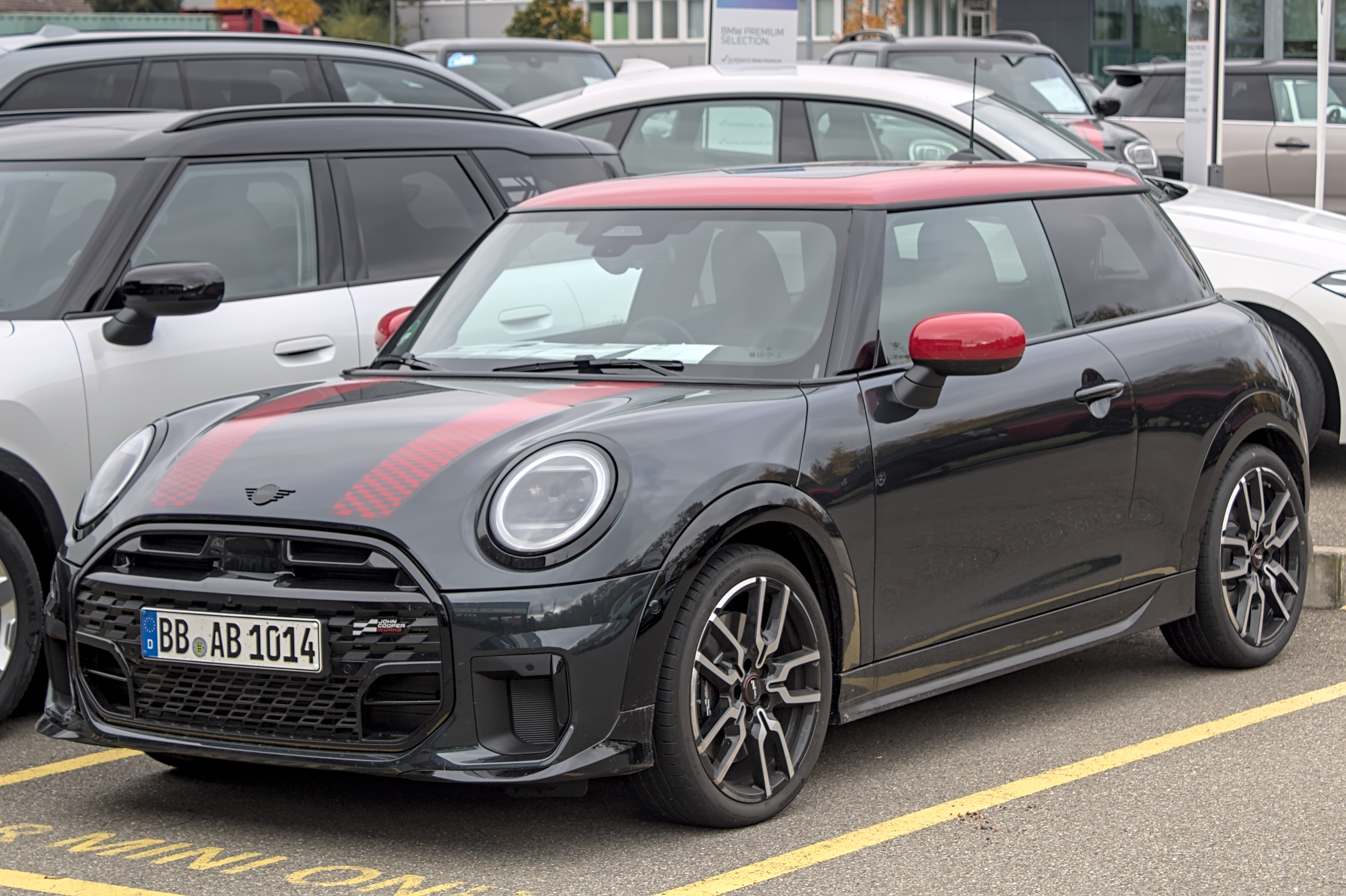
Mini Cooper S John Cooper Works Trim (seit 2024)
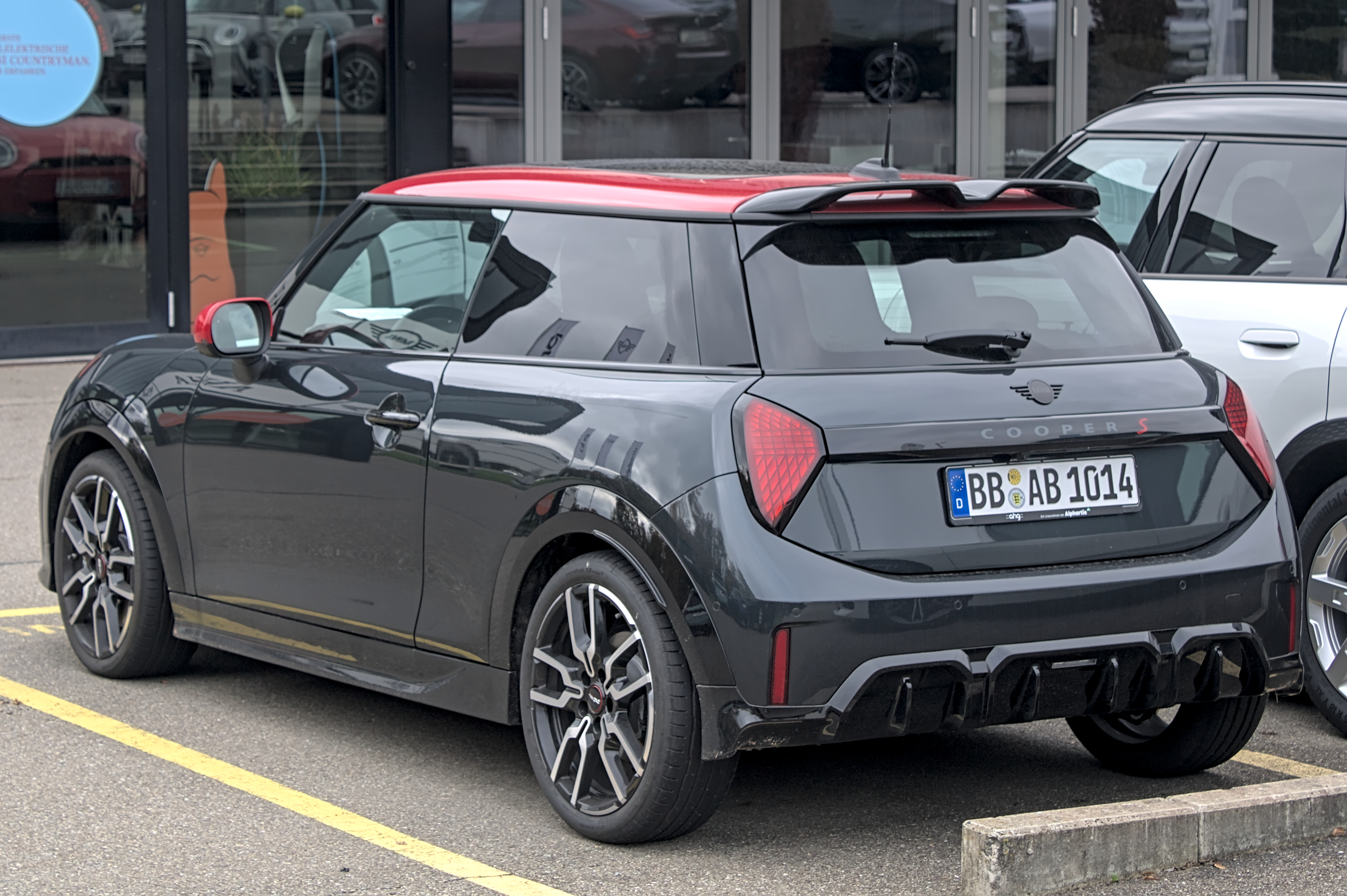
Heckansicht
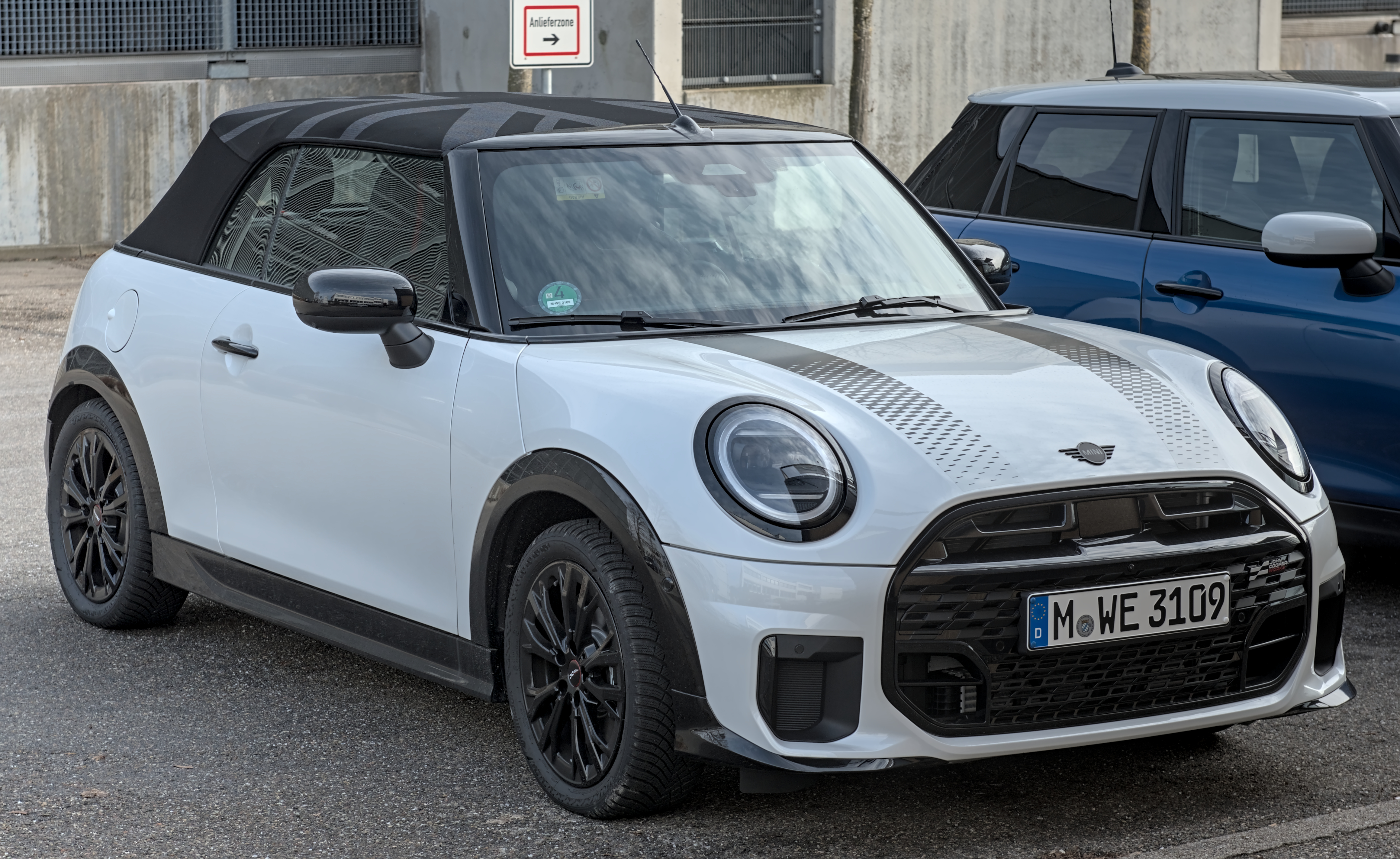
Mini Cabrio Cooper S John Cooper Works Trim (seit 2025)
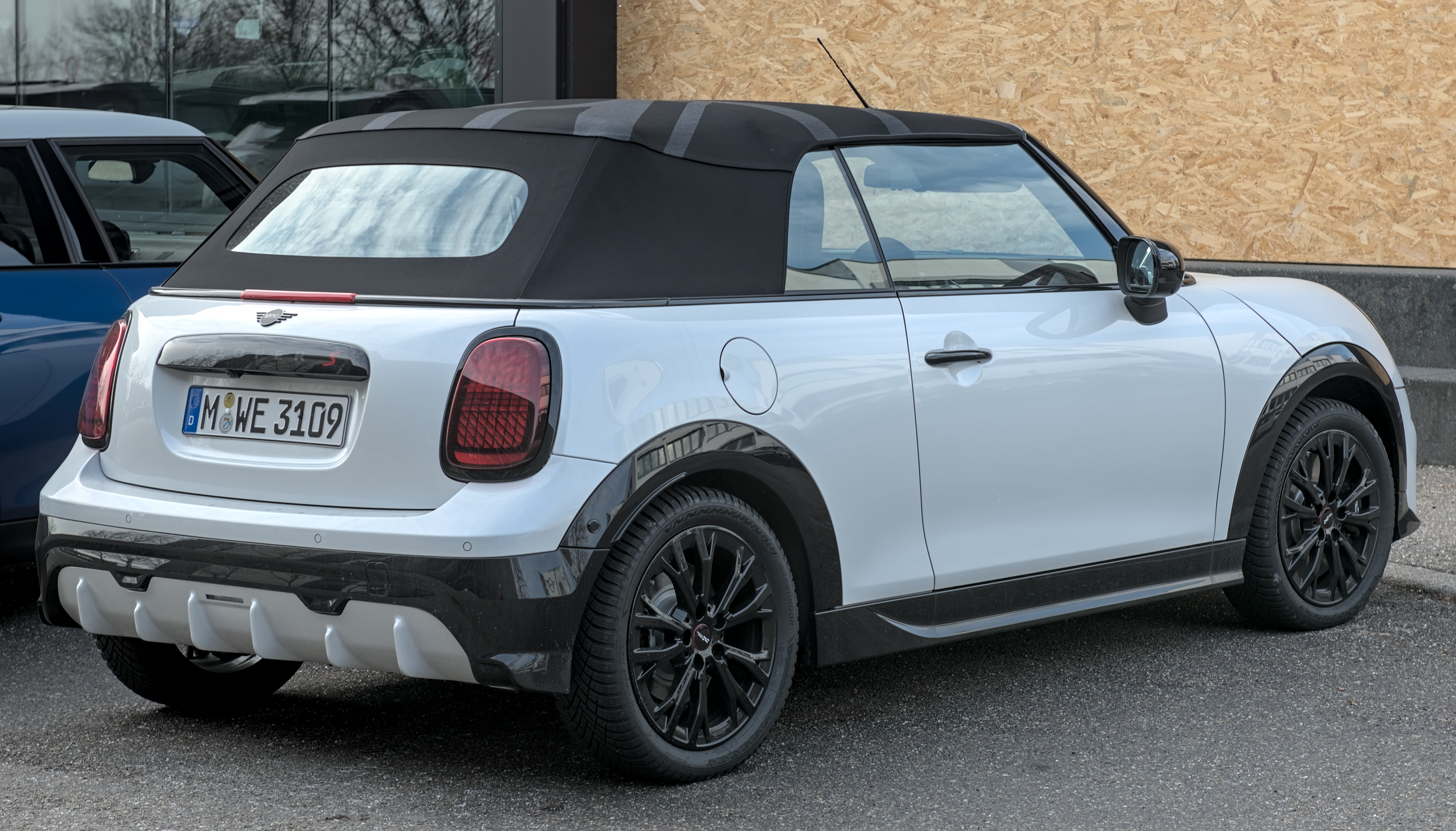
Heckansicht

## Technische Daten
|                                                  | Cooper C                         | Cooper C                         | Cooper S                         | JCW                              |
| Karosserieversion                                | 3-Türer, 5-Türer                 | Cabrio                           | 3-Türer, 5-Türer, Cabrio         | 3-Türer, Cabrio                  |
| Bauzeitraum                                      | seit 03/2024                     | seit 02/2025                     | seit 03/2024                     | seit 01/2025                     |
| Motorkenndaten                                   |                                  |                                  |                                  |                                  |
| Motor                                            | Ottomotor                        | Ottomotor                        | Ottomotor                        | Ottomotor                        |
| Motorbauart                                      | R3                               | R4                               | R4                               | R4                               |
| Motortyp                                         | BMW B38                          | BMW B48                          | BMW B48                          | BMW B48                          |
| Gemischaufbereitung                              | Direkteinspritzung               | Direkteinspritzung               | Direkteinspritzung               | Direkteinspritzung               |
| Hubraum                                          | 1499 cm³                         | 1998 cm³                         | 1998 cm³                         | 1998 cm³                         |
| max. Leistung bei 1/min                          | 115 kW (156 PS) / 4900–6500      | 120 kW (163 PS) / 5000–6500      | 150 kW (204 PS) / 5000–6500      | 170 kW (231 PS) / 5000–6000      |
| max. Drehmoment bei 1/min                        | 230 Nm / 1500–4600               | 250 Nm / 1520–4400               | 300 Nm / 1450–4500               | 380 Nm / 1500–4000               |
| Kraftübertragung                                 |                                  |                                  |                                  |                                  |
| Antrieb                                          | Vorderradantrieb                 | Vorderradantrieb                 | Vorderradantrieb                 | Vorderradantrieb                 |
| Getriebe                                         | 7-Stufen-Doppelkupplungsgetriebe | 7-Stufen-Doppelkupplungsgetriebe | 7-Stufen-Doppelkupplungsgetriebe | 7-Stufen-Doppelkupplungsgetriebe |
| Messwerte                                        |                                  |                                  |                                  |                                  |
| Beschleunigung, 0–100 km/h, Dreitürer            | 7,7 s                            | —                                | 6,6 s                            | 6,1 s                            |
| Beschleunigung, 0–100 km/h, Fünftürer            | 8,0 s                            | —                                | 6,8 s                            | —                                |
| Beschleunigung, 0–100 km/h, Cabrio               | —                                | 8,2 s                            | 6,9 s                            | 6,4 s                            |
| Höchstgeschwindigkeit, Dreitürer                 | 225 km/h                         | —                                | 242 km/h                         | 250 km/h                         |
| Höchstgeschwindigkeit, Fünftürer                 | 225 km/h                         | —                                | 242 km/h                         | —                                |
| Höchstgeschwindigkeit, Cabrio                    | —                                | 220 km/h                         | 237 km/h                         | 245 km/h                         |
| Leergewicht, Dreitürer                           | 1335 kg                          | —                                | 1360 kg                          | 1405 kg                          |
| Leergewicht, Fünftürer                           | 1395 kg                          | —                                | 1430 kg                          | —                                |
| Leergewicht, Cabrio                              | —                                | 1450 kg                          | 1455 kg                          | 1500 kg                          |
| Kraftstoffverbrauch auf 100 km (WLTP), Dreitürer | 5,9–6,5 l Super                  | —                                | 6,1–6,7 l Super                  | 6,5–6,8 l Super                  |
| Kraftstoffverbrauch auf 100 km (WLTP), Fünftürer | 6,0–6,6 l Super                  | —                                | 6,3–6,8 l Super                  | —                                |
| Kraftstoffverbrauch auf 100 km (WLTP), Cabrio    | —                                | 6,5–6,6 l Super                  | 6,5–6,6 l Super                  | 6,8–7,1 l Super                  |
| CO2-Ausstoß (WLTP), Dreitürer                    | 133–146 g/km                     | —                                | 138–150 g/km                     | 147–154 g/km                     |
| CO2-Ausstoß (WLTP), Fünftürer                    | 136–149 g/km                     | —                                | 141–153 g/km                     | —                                |
| CO2-Ausstoß (WLTP), Cabrio                       | —                                | 147–149 g/km                     | 148–150 g/km                     | 155–161 g/km                     |
| Tankinhalt                                       | 44 l                             | 44 l                             | 44 l                             | 44 l                             |
| Abgasnorm nach EU-Klassifikation                 | Euro 6e                          | Euro 6e                          | Euro 6e                          | Euro 6e                          |